# خاندان عثمانی

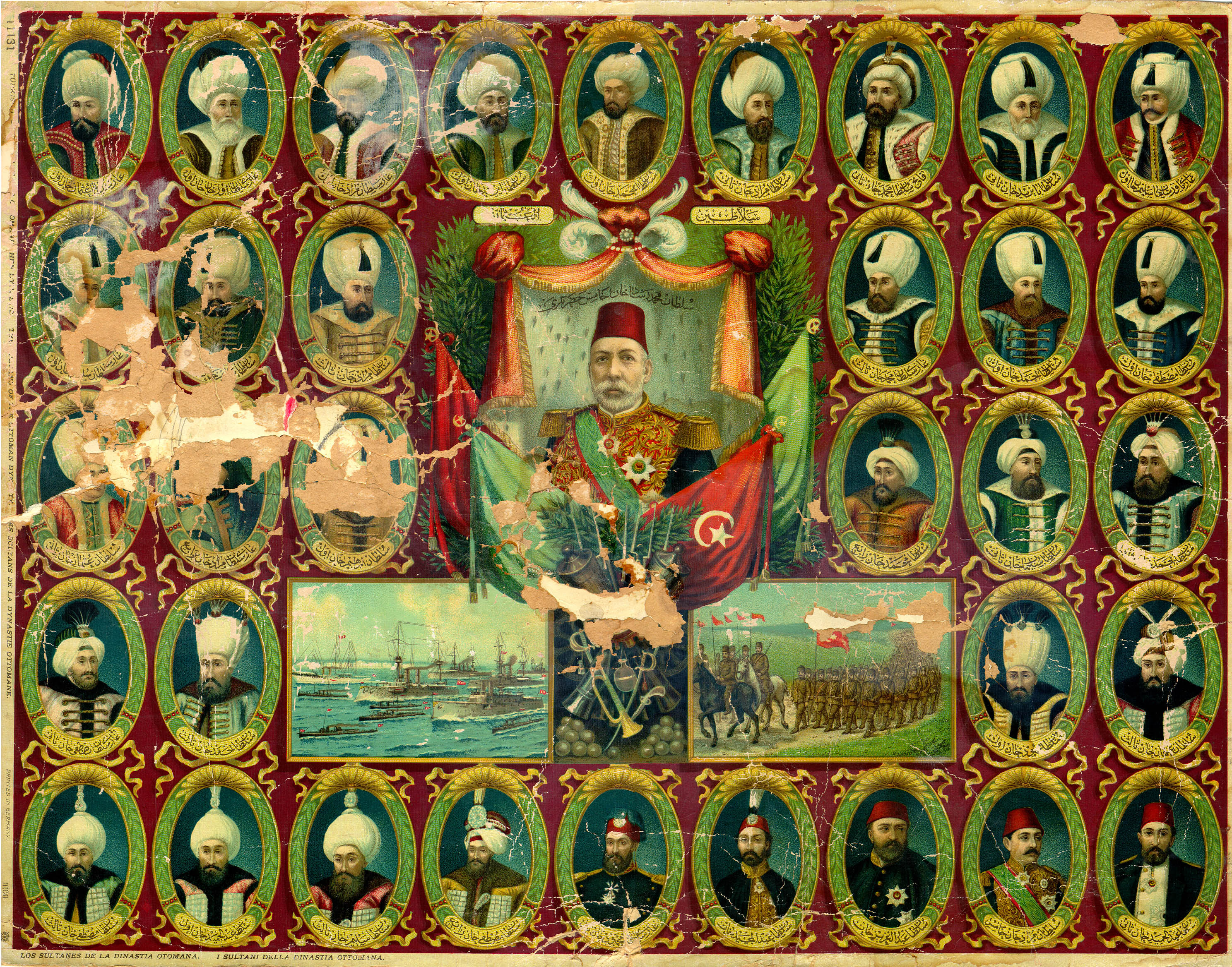

نماد عثمانیان

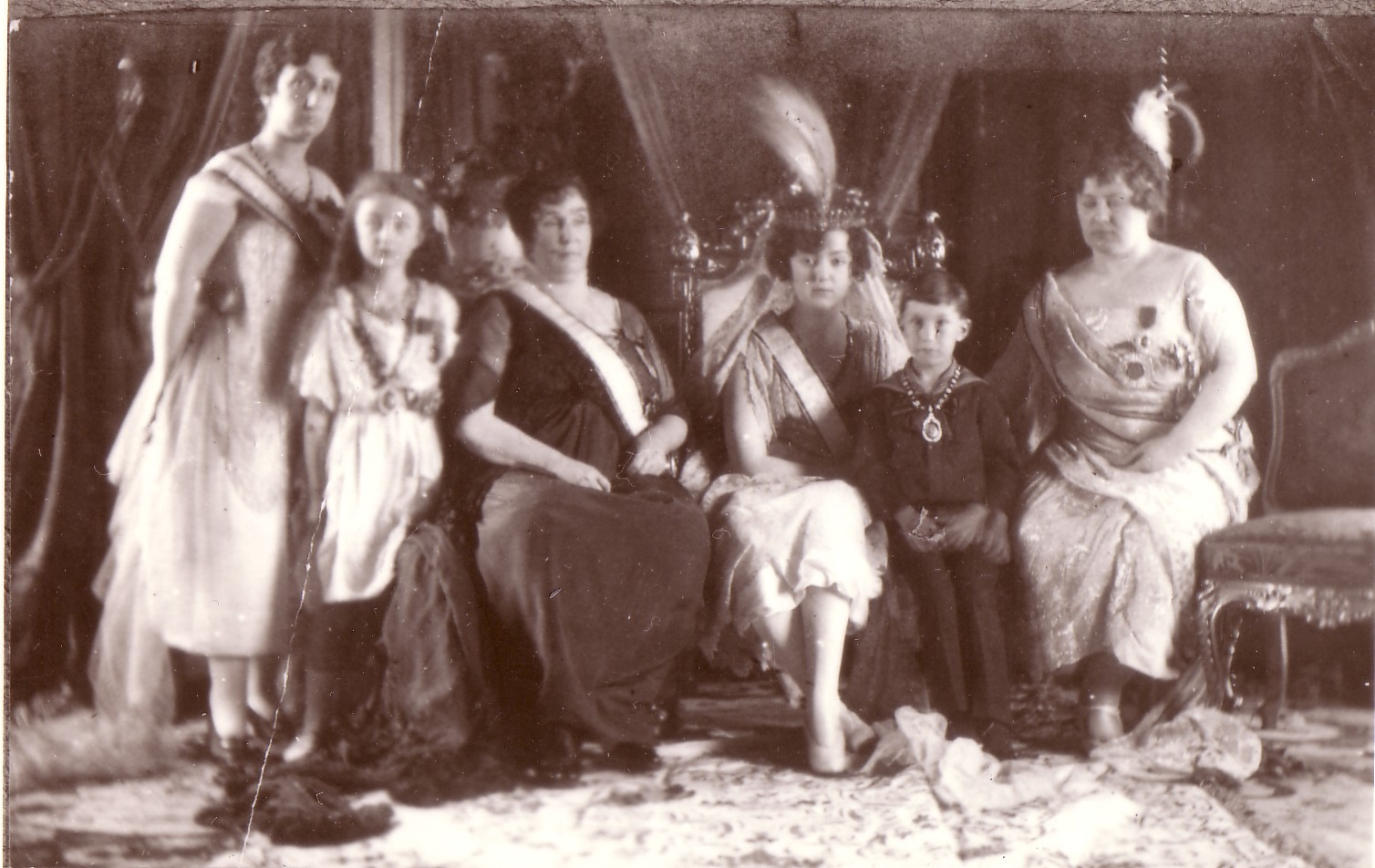
یک روز عروسی از خاندان عثمانی در سال ۱۹۲۰

خاندان عثمانی (ترکی عثمانی: خاندان آل عثمان) خاندان سلطنتی امپراتوری عثمانی بودند. بر طبق باورهای سنتی عثمانی‌ها، اصالت آنان از قبیلهٔ کایی از ترک‌های اُغوز بودند که تحت نظر عثمان یکم در سوگوت و بیله‌جک در شمال غرب آناتولی زندگی می‌کردند. البته این نظر که آنان از قبیلهٔ قایی بودند توسط تاریخدانان مورد تردید واقع شده‌است.